# Destruction d'Anógia
La destruction d’Anógia (en grec moderne : Καταστροφή των Ανωγείων / Katastrofí ton Anoyíon), également appelé holocauste d’Anógia, en grec moderne : Ολοκαύτωμα των Ανωγείων / Olokaútoma ton Anogeíon, fait référence à la destruction complète du village d'Anógia, dans le centre de la Crète, en Grèce et au meurtre d'environ 25 de ses habitants, le 13 août 1944 par les forces d'occupation allemandes, pendant la Seconde Guerre mondiale,,.
C'est la troisième fois qu’Anógia est détruit, car les Ottomans l'avaient détruit à deux reprises, d'abord en juillet 1822 et de nouveau en novembre 1867, pendant la révolte crétoise de 1866-1869.

## Contexte

### Géographie
Le village d'Anógia (orthographe alternée Anógia et Anoyia) se trouve à une altitude de 750 mètres sur le versant Nord du mont Ida, à 36 kilomètres à l'ouest d'Héraklion et à 52 kilomètres au sud-est de Réthymnon. Les habitants d'Anógia sont réputés pour leur esprit rebelle et, soutenus par le terrain montagneux environnant, ont une longue tradition de résistance à la domination étrangère et d'hébergement des combattants rebelles. Au moment de l'occupation allemande de la Crète, Anógia comptait environ 4 000 habitants qui étaient principalement occupés par l'agriculture pastorale. Aucune garnison allemande permanente n'est établie à Anógia ; cependant, des rafles y étaient effectuées occasionnellement.

### Durant l'occupation allemande
Avant la bataille de Crète, les habitants d'Anógia déposent des rochers sur le plateau de Nida (en) afin d'empêcher les avions et les parachutistes allemands de se poser. Des groupes armés irréguliers d'Anógia participent à la bataille, combattant à Héraklion et à Réthymnon. Après la prise de la Crète, Anógia devient un bastion de la résistance locale.
Les habitants d'Anógia abritent des soldats britanniques, néo-zélandais et australiens et les aident à s'échapper vers l'Égypte. Au cours de l'été 1941, Giannis Dramountanis (Stefanogiannis) et Michalis Xilouris créent à Anógia une organisation de résistance connue sous le nom de Groupe indépendant d'Anogreia (en grec moderne : Ανεξάρτητη Ομάς Ανωγείων (ΑΟΑ)), composé principalement de résidents d'Anógia. Plusieurs autres habitants du village rejoignent l'ELAS locale. Ces groupes de résistance collaborent avec le commandant de l'ELAS, le lieutenant-colonel Thomas Dunbabin (en), en fournissant des renseignements et un soutien.
Au début du mois de mai 1944, les ravisseurs du Generalmajor Heinrich Kreipe, dirigés par Patrick Leigh Fermor passent quelque temps à Anógia pendant leur marche vers la côte sud de la Crète,.
Le 7 août 1944, un détachement allemand se rend à Anógia à la recherche de travailleurs forcés. Plusieurs dizaines de locaux sont pris en otage et forcés de marcher vers Réthymnon. Sur un site proche de Damásta, les résistants d'Anógia attaquent et éliminent le détachement allemand, libérant tous les otages. Le jour suivant, dans une tentative de sauver Anógia des représailles allemandes, un groupe d'Anógia, sous les ordres de W. Stanley Moss, effectue le sabotage de Damásta, tuant environ 30 soldats allemands et détruisant un véhicule blindé.

## Proclamation de la destruction

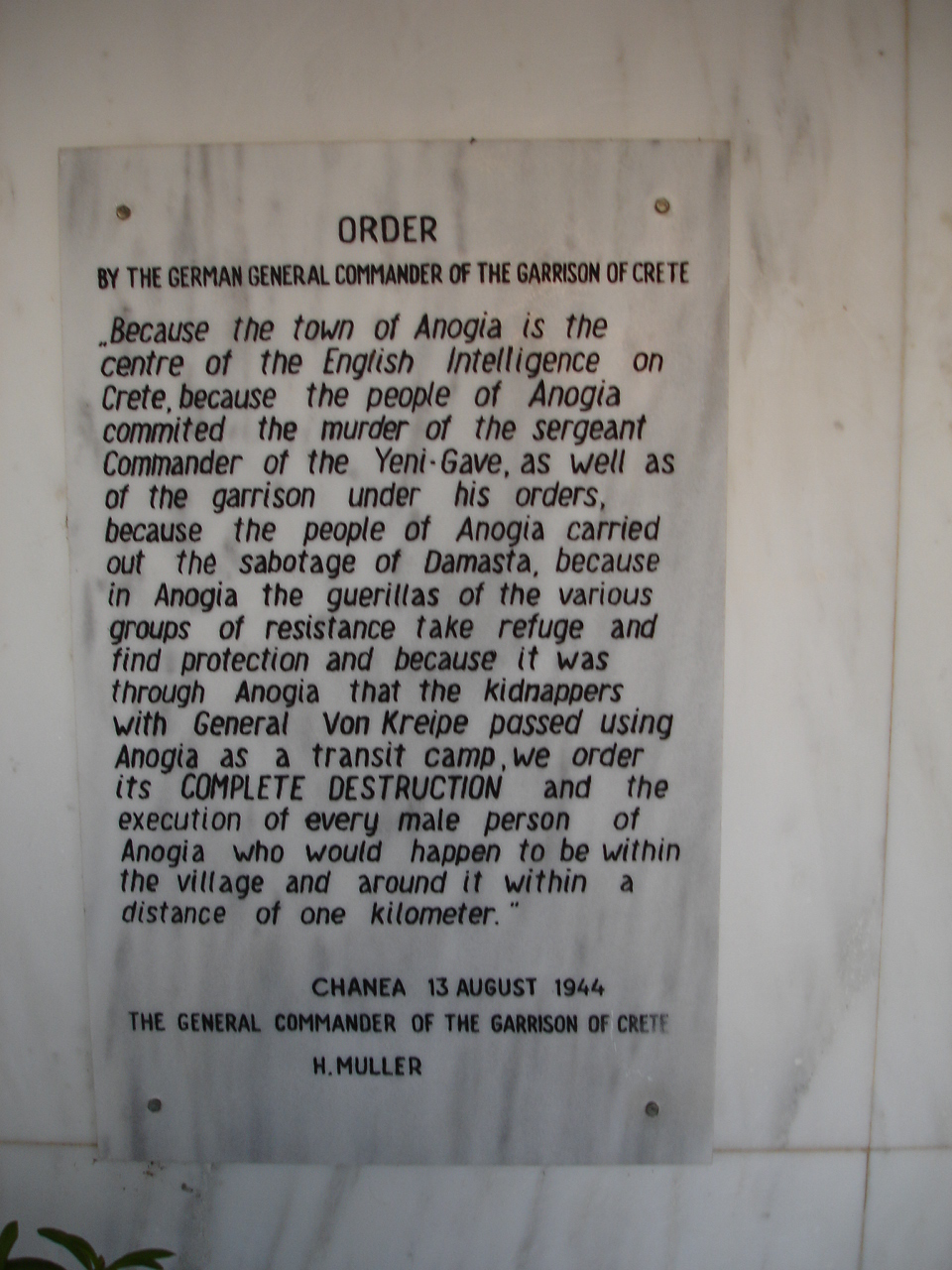
Ordre de Friedrich-Wilhelm Müller pour la destruction d'Anógia, 13 août 1944.

Peu après que la nouvelle de l'attaque de Damásta soit parvenue au Generalleutnant Friedrich-Wilhelm Müller, le commandant de la Crète qui, un an plus tôt, avait orchestré les massacres de Viánnos, donne l'ordre suivant, : 

« Puisque la ville d'Anógia est le centre de l'espionnage anglais sur la Crète, puisque les habitants d'Anógia ont commis le meurtre du sergent commandant du Yeni-Gave, ainsi que de la garnison sous son commandement, puisque les habitants d'Anógia ont effectué le sabotage de Damásta, étant donné qu'à Anógia les guérilleros des différentes bandes de résistance se réfugient et trouvent une protection et que les ravisseurs du général Kreipe sont passés par Anógia en l'utilisant comme camp de transit, nous ordonnons sa destruction complète et l'exécution de tout mâle qui se trouve dans le village et autour de celui-ci dans un rayon d'un kilomètre.

LA CANEE 13 AOÛT 1944

LE COMMANDANT GÉNÉRAL DE LA GARNISON DE CRÈTE

H. MULLER. »

## Destruction
Au petit matin du 13 août 1944, les bataillons allemands du 65e régiment de la 22e division d'infanterie, avec un effectif d'environ 2 000 hommes, se dirigent vers Anógia. Des sentinelles, installées dans les villages voisins, les remarquent et avertissent les habitants d'Anógia, permettant aux hommes de fuir vers les montagnes pour se mettre en sécurité. 
En entrant dans le village, les forces allemandes rassemblent les femmes et les enfants et les forcent ensuite à marcher jusqu'au village de Pérama. Là, à environ 30 kilomètres, les femmes et les enfants sont dispersés dans les villages voisins de la région de Mylopótamos. Environ 25 villageois, dont des femmes, des personnes âgées et des handicapés, qui refusent d'abandonner leurs maisons, sont sommairement abattus. 
Les maisons du village sont ensuite systématiquement pillées, brûlées et enfin dynamitées,,. Le pillage et la destruction se poursuivent pendant 23 jours au total, jusqu'au début du mois de septembre, transformant Anógia en un tas de décombres. Chaque nuit, les Allemands se retirent dans le village voisin de Sísarcha. Des animaux de portage sont réquisitionnés pour transporter le butin à Sísarcha, où il est chargé dans des camions qui le transportent vers les villes.
Selon un rapport établi, au nom de l'État grec, à l'été 1945, sur les 940 maisons d'Anógia, aucune n'était intacte. L'école nouvellement construite a également été détruite et les trois églises transformées en écuries. 
Les cabanes de bergers, autour du village, ont été démolies et tout le bétail (principalement des moutons et des chèvres) a été saisi.

## Conséquences
Le pillage d'Anógia dure du 13 août au 5 septembre 1944. 2 500 femmes et enfants environ sont déplacés du village. Ayant perdu tous leurs biens, ils sont contraints de vivre dans une pauvreté absolue et ne peuvent survivre que grâce à la solidarité des habitants des villages voisins qui, en de nombreuses occasions, les hébergent pendant des années.
En 1945, Müller est capturé par l'Armée rouge, en Prusse orientale. En 1946, il est jugé par un tribunal grec à Athènes pour avoir ordonné des atrocités contre des civils. Il est condamné à mort le 9 décembre 1946 et exécuté par peloton d'exécution le 20 mai 1947.
Anógia est déclaré village martyr par le décret présidentiel 399. Aujourd'hui, une plaque commémorative gravée, avec l'ordre de Müller, se trouve sur la place centrale d'Anógia.

### Source de la traduction
- (en) Cet article est partiellement ou en totalité issu de l’article de Wikipédia en anglais intitulé « Razing of Anogeia » (voir la liste des auteurs).